# Pseudocercyonis friedenreichi
Pseudocercyonis friedenreichi är en fjärilsart som beskrevs av Otto Staudinger 1888. Pseudocercyonis friedenreichi ingår i släktet Pseudocercyonis och familjen praktfjärilar. Inga underarter finns listade i Catalogue of Life.